# Rogozzana
Rogozzana (in croato Rogočana) è un insediamento del comune di Albona, nella regione istriana, in Croazia. Nel 2001, la località conta 88 abitanti.

## Società

### Evoluzione demografica
Evoluzione demografica della località di Rogozzana secondo i seguenti anni: 
1880 = 74 ab.| 1890 = 88 ab.| 1900 = 139 ab.| 1910 = 151 ab.| 1921 =  ab.| 1931 =  ab.| 1948 = 101 ab.| 1953 = 101 ab.| 1961 = 79 ab.| 1971 = 50 ab.| 1981 = 49 ab.| 1991 = 94 ab.| 2001 = 88 ab.